# ライヴ・アット・紀伊国屋ホール1978
『ライヴ・アット・紀伊国屋ホール1978』 (LIVE AT KINOKUNI-YA HALL 1978)は、イエロー・マジック・オーケストラ （以下、YMO）のライブ・アルバム。

## 解説
- 1978年12月10日、新宿紀伊國屋ホールで行われたALFA RECORD/KYODO TOKYO PRESENT「FUSION FESTIVAL'78 [WE BELIEVE IN MUSIC]」-Fusion Instrumentel day-Ⅱ〈細野晴臣＆イエロー・マジックVSニール・ラーセン〉におけるYMOの演奏を収録。
- 発売を前提としていない記録であったため録音状態が悪く、音が割れている曲が数曲ある。
- このアルバムには1979年に発表された「BEHIND THE MASK」が収録されている（「ビハインド・ザ・マスク」は1978年の時点ですでにあった）。
- YMOが演奏した「WANTED」(原曲はピンク・レディー)および、「PLASTIC BAMBOO」(原曲は坂本龍一)のライブ音源を収録したアルバムはこれだけである。

## 収録曲
1. FIRECRACKER
スタジオの音源を使いながら演奏されている。
2. BEHIND THE MASK
このまま中国女へと続いていく。
3. LA FEMME CHINOISE
4. TONG POO
5. PLASTIC BAMBOO
オリジナルは坂本龍一のアルバム『千のナイフ』収録。
6. THE END OF ASIA
イントロがなぜか1000 KNIVESになっている（恐らくミス）。オリジナルは坂本龍一のアルバム『千のナイフ』収録。
YMOのライヴには珍しい細野晴臣のMCが曲終わりに入っている。
7. COSMIC SURFIN'
8. WANTED
ピンク・レディーのヒット曲をカバー。
9. 1000 KNIVES

## サポートメンバー
- 松武秀樹
- 渡辺香津美
- 林立夫
- 矢野誠
- 風間幹也
- 松本弘